# Žichlínské Předměstí
Žichlínské Předměstí (německy Sichelsdorfer Vorstadt) je část města Lanškroun v okrese Ústí nad Orlicí. Nachází se na východě Lanškrouna. V roce 2009 zde bylo evidováno 1077 adres. V roce 2001 zde trvale žilo 5870 obyvatel.
Žichlínské Předměstí leží v katastrálním území Lanškroun o výměře 14,27 km2.